# ناحية عين النسر
ناحية عين النسر إحدى نواحي سوريا تتبع إداريّاً لمحافظة حمص منطقة حمص ومركزها قرية عين النسر، بلغ تعداد سكان الناحية 30,267 نسمة حسب التعداد السكاني لعام 2004.

## بلدات وقرى ناحية عين النسر
بادو، برزة، عين الدنانير، عين النسر، الحميدية (مهاجرين)، حميمة، الجابرية، المشرفة، الميدان، عين حسين شمالي، شيخ حميد، تلعمري، وريدة، وازعية عيفير، عين حسين غربي، اليمامة.